# Главна страна
слободну енциклопедију коју свако може да уређује.
706.703 чланка на српском језику

## Сјајан чланак
Ричард Филипс Фајнман (IPA: ; Њујорк, 11. мај 1918 — Лос Анђелес, 15. фебруар 1988) био је амерички теоријски физичар, један од твораца савремене квантне електродинамике. Од 1954. године био је члан Националне академије наука у Њујорку. У научном раду посветио се решавању проблема квантне теорије поља, квантне електродинамике, физике елементарних честица, статистичке физике, теорије суперпроводљивости и теорије гравитације. Добио је Нобелову награду за физику 1965. године са Џулијаном Швингером и Шиничиром Томонагом „за фундаментална истраживања у квантној електродинамици, што је оставило далекосежни значај на физику елементарних честица”.
Фајнман је развио широко коришћену сликовну схему за приказивање математичких израза који описују понашање субатомских честица, који су касније постали познати као Фајнманови дијаграми. Током свог живота, Фајнман је постао један од најпознатијих научника на свету. У анкети из 1999. године, коју је спровео британски часопис Physics World, од 130 водећих светских научника, Фајнман је рангиран као један од десет највећих физичара свих времена. 

| - Цео чланак 348 сјајних чланака | - Кандидати - Категорија - Прикажи шаблон |

## Добар чланак
Религија у предисламској Арабији укључивала је домородачки арапски политеизам, древне семитске религије, хришћанство, јудаизам, мандеизам и зороастризам.
Арапски политеизам, доминантни облик религије у предисламској Арабији, био је заснован на поштовању божанстава и духова. Обожавање је било усмерено на различите богове и богиње, укључујући Хубала и богиње ал-Лат, ал-Узу и Манат, у локалним светиштима и храмовима као што је Ћаба у Меки. Божанства су поштована и призивана кроз разне ритуале, укључујући ходочашћа и прорицање, као и ритуално жртвовање. Изнете су различите теорије у вези са улогом Алаха у меканској религији. Многи физички описи предисламских богова су повезани са идолима, посебно у близини Кабе, за коју се каже да  је садржала до 360 идола. Друге религије су биле заступљене у варирајућем, мањем степену. Утицај суседних римских и аксумских цивилизација резултирао је постојањем хришћанских заједница на северозападу, североистоку и југу Арабије. Хришћанство је имало мањи утицај на остатак полуострва, али је дошло до одређеног броја конверзија. Са изузетком несторијанства на североистоку и у Персијском заливу, доминантни облик исповеданог хришћанства био је мијафизитички. Полуострво је било одредиште за јеврејске миграције још од римских времена, што је резултирало постепеним стварањем јеврејске дијаспоре, коју су допунили локални конвертити. Поред тога, утицај Сасанидског царства је резултирао присуством иранских религија на полуострву. Зороастризам је био присутан на истоку и југу, док постоје докази о манихејству или маздакизму који су се вероватно практиковали у Меки..

| - Цео чланак 447 добрих чланака | - Кандидати - Категорија - Прикажи шаблон |

## Изабрани списак
Британска рок група Квин састојала се од певача Фредија Меркјурија (преминуо 1991), гитаристе Брајана Меја, бубњара Роџера Тејлора и басисте Џона Дикона (напустио групу 1997). Основана 1970. године, група Квин је објавила свој дебитантски албум Queen 1973. године. Упркос томе што није одмах стекла успех, група је стекла популарност у Уједињеном Краљевству својим другим албумом Queen II 1974. године. 
Њихова песма из 1975. године названа „Bohemian Rhapsody”, била је на првом месту девет недеља (и додатних пет недеља 1991. године) и трећи је најпродаванији сингл свих времена у Уједињеном Краљевству. У САД, „Bohemian Rhapsody” је доспела у Билборд 40 листу у три различите деценије, достигавши 9. место у свом оригиналном издању 1975. године, друго место 1992. године након што се појавила у филму Вејнов свет, и још једном у топ 40 након објављивања филма о Квину Боемска рапсодија. Албум Greatest Hits из 1981. године је најпродаванији албум у историји Уједињеног Краљевства са 6 милиона проданих копија до 2014. године. Компилација Greatest Hits II из 1991. године је такође један од десет најпродаванијих албума свих времена у УК, са 3,8 милиона проданих копија до 2012. године.

| - Цео чланак 146 изабраних спискова | - Кандидати - Категорија - Прикажи шаблон |

## Вести
- 9. мај — На Црвеном тргу у Москви је одржана парада Дана победе поводом 80 година од победе над фашизмом. Паради је присуствовало 29 делегација из разних држава. (на фотографији)
- 8. мај — Изласком белог дима из димњака Сикстинске капеле, конклава изабрала новог папу. За новог поглавара католичке цркве изабран је амерички кардинал Роберт Франсис Привоуст, који је одабрао папско име Лав XIV.
- 6. мај — Индијске ваздухопловне војне снаге напале су Пакистан, покренувши војну операцију Синдур. []
- 6. мај — Фридрих Мерц ступио на дужност канцелара Немачке.
- 5. мај — Кинез Џао Синтунг освојио је Светско првенство у снукеру, победивши у финалу Марка Вилијамса са 18 : 12. Први је Кинез у историји који је освојио Светско првенство у снукеру.
- 3. мај — Аустралијска лабуристичка партија, предвођена премијером Ентонијем Албанизом, однела убедљиву победу на савезним изборима у Аустралији.
- 28. април — Либерална партија Канаде, предвођена премијером Марком Карнијем, освојила је највећи број мандата на савезним изборима у Канади.

- Протести у Србији
- Криза на северу КиМ
- Рат у Украјини
- Рат Израела и Хамаса

- Драган Лабовић
- Милорад Мирчић
- Ерол Кадић
- Луис Галван
- Зоран Здравковић

| - Остале вести | - Недавне смрти - Прикажи шаблон |

## На данашњи дан
- 330 — Римски цар Константин I Велики инаугурисао Нови Рим на месту некадашње грчке колоније Византиона.
- 1310 — 45 витезова темплара су спаљени на ломачи под оптужбом да су јеретици.
- 1916 — Представљена је Ајнштајнова Општа теорија релативитета.
- 1944 — Савезници су покренули велику офанзиву против сила Осовине на Густавој линији.
- 1960 — Aгенти Мосада киднаповали нацистичког бегунца Адолфа Ајхмана који се крио у Аргентини.
- 1973 — Успостављени дипломатски односи Савезне Републике Немачке и Демократске Републике Немачке, чиме је окончано раздобље непризнавања ДР Немачке као суверене државе.
- 1992 — Због умешаности југословенске војске у сукобе у Босни, министри иностраних послова ЕЗ донели одлуку да повуку амбасадоре из Београда и тражили суспендовање чланства Југославије у ОЕБС-у.

- 10. мај
- 11. мај
- 12. мај

| - Остали догађаји | - Прикажи шаблон |

## Да ли сте знали?
- … да је први продани предмет са бар-код ознаком био пакетић жвакаћих гума 1974?
- … да је лимене конзерве осмислио Питер Дјуранд 1810. године?
- … да је бадем члан породице ружа?
- … да памћење златне рибице, упркос популарном веровању, траје преко 5 месеци?
- … да име мексичког вулкана Попокатепетла на астечком језику значи „брег који се пуши”?
- … да је први шампањац направио француски монах ?
- … да je Биг Бен стао у 22:07. 27. маја 2005. године, највероватније због изузетно високе температуре од 31,8 степени целзијуса?

| - Остале занимљивости | - Предлози - Прикажи шаблон |

## Изабрана слика
| - Изабране слике - Кандидати - Прикажи шаблон |

## Википедија
Википедија је енциклопедијски пројекат слободног садржаја на интернету који развијају и одржавају добровољци помоћу викисофтвера. Чланке на Википедији можете мењати без обавезне регистрације. 
Првобитна верзија Википедије започета је 15. јануара 2001, док је издање на српском језику започето 16. фебруара 2003. године у 21:52. Википедија тренутно садржи више од 64,8 милиона чланака написаних на 309 језика, од којих је преко 706.000 на српском.

## Доприноси
Чланке на Википедији заједнички пишу добровољци широм света, а већину страница може да уређује свако ко има приступ интернету. Притом је неопходно поштовати усвојена правила и смернице.
Постоје странице помоћи у којима је објашњено како се израђују нови или уређују постојећи чланци, како се отпремају или користе слике и друго. У било којем тренутку можете да затражите помоћ других уредника или да се обратите свом изабраном ментору.

## Заједница
До сада је на Википедији на српском језику 420.907 корисника отворило налог, а од тога је 2.341 активан. Сви уредници су добровољци који улажу радне напоре у оквиру различитих тематских целина.
Посетите нашу Радионицу и Портале и сазнајте како ви можете помоћи. Конструктивне дискусије и сувисли коментари о садржају чланака су увек добродошли. Странице за разговор користите за размену мишљења и указивање на мањкавости у садржају чланака.

## Сродни пројекти
- Викиречник слободни речник
- Викицитат слободни цитати
- Викикњиге слободне књиге
- Викизворник слободна библиотека
- Викиновости слободне вести
- Викиверзитет слободни материјали за учење
- Викиврсте директоријум врста
- Медијавики развој вики софтвера
- Википодаци слободна база знања
- Викиостава слободно складиште медија
- Википутовање слободни водич за путовања
- Метавики координација заједнице